# Erik López
Pour les articles homonymes, voir López.
Erik Nicolás López Samaniego, plus simplement appelé Erik López, né le 27 novembre 2001 à Asuncion, est un footballeur paraguayen jouant au poste d'attaquant.

## Biographie

### En club
Né à Asuncion, Erik López arrive dans le centre de formation du Club Olimpia à l'âge de 13 ans.
Signant son premier contrat avec le club assomptionnais en 2017, il fait ses débuts dans le championnat paraguayen le 25 août 2019, marquant déjà un but lors d'une victoire 4-0 de son équipe.
Remarqué dès ses débuts avec le club paraguayen, il marque ensuite trois buts lors de ses trois premiers matchs de championnat.
Lors du mercato estival 2020, il rejoint l'équipe réserve d'Atlanta United, franchise de Major League Soccer. Durant l'hiver suivant, il est intégré à l'équipe première. Il dispute dix-neuf rencontres mais ne s'impose pas dans le onze partant en 2021. Il est alors prêté le 22 février 2022 au CA Banfield pour l'ensemble de la saison 2022. À son retour à Atlanta, il doit se contenter d'une seule apparition, face au Crew de Columbus en mars 2023. Le 4 août de la même année, il est finalement libéré par le club géorgien.

## Palmarès
Club Olimpia
- Champion du Paraguay en 2019 (Apertura) et 2019 (Clausura)